# Cap Corse nord et île Finocchiarola, Giraglia et Capense (côte de Macinaggio à Centuri)
Cap Corse nord et île Finocchiarola, Giraglia et Capense (côte de Macinaggio à Centuri) este o arie protejată (arie specială de conservare — SAC, sit de importanță comunitară — SCI) din Franța întinsă pe o suprafață de 2.685 ha, integral pe uscat.

## Localizare
Centrul sitului Cap Corse nord et île Finocchiarola, Giraglia et Capense (côte de Macinaggio à Centuri) este situat la coordonatele 42°59′40″N 9°24′16″E / 42.99444°N 9.40444°E.

## Înființare
Situl Cap Corse nord et île Finocchiarola, Giraglia et Capense (côte de Macinaggio à Centuri) a fost declarat sit de importanță comunitară în iulie 2003 pentru a proteja 5 specii de animale. Situl a fost protejat și ca arie specială de conservare în martie 2008.

## Biodiversitate
Situată în ecoregiunea mediteraneană, aria protejată conține 14 habitate naturale: Vegetație anuală la limita mareei, Pășuni mediteraneene udate de apa mării (Juncetalia maritimi), Dune cu vegetație ierboasă Malcolmietalia, Dune mobile de-a lungul țărmului cu Ammophila arenaria („dune albe”), Galerii și tufărișuri riverane sudice (Nerio-Tamaricetea și Securinegion tinctoriae), Păduri de Quercus ilex și Quercus rotundifolia, Faleze cu vegetație de Limonium spp. endemic de pe coastele mediteraneene, Pajiști umede mediteraneene cu ierburi înalte de Molinio-Holoschoenion, Dune de coastă cu Juniperus spp., Matorral arborescenți cu Juniperus spp., Pseudostepă cu ierburi și specii anuale de Thero-Brachypodietea, Galerii de Salix alba și de Populus alba, Dune mobile cu vegetație embrionară, Iazuri temporare mediteraneene.
La baza desemnării sitului se află mai multe specii protejate:
- amfibieni (1): Discoglossus sardus
- mamifere (1): liliacul mic cu potcoavă (Rhinolophus hipposideros)
- reptile (3): țestoasa de baltă (Emys orbicularis), Euleptes europaea, țestoasă bănățeană (Testudo hermanni)

Pe lângă speciile protejate, pe teritoriul sitului au mai fost identificate 2 specii de plante, 6 specii de mamifere, 3 specii de reptile.